# Non chiamarmi Omar
Non chiamarmi Omar è un film del 1992,  diretto dal disegnatore Sergio Staino sulla base del romanzo Nudi e crudi di un altro vignettista, Francesco Tullio Altan.

## Trama
In un'ipotetica città del Nord Italia che potrebbe essere Milano, invasa dalla nebbia, si incrociano i destini di personaggi disparati: la prima ad apparire è Monica (Stefania Sandrelli) una dolce paraplegica che passa la sua vita nel taxi guidato dal marito Bruno (Gianni Cavina), un uomo dai modi bruschi e concitati. Poi c'è Viola (Ornella Muti), una casalinga dimessa e remissiva la cui unica consolazione nella sua vita grigia è il televisore e che vive con un marito, tecnico di produzione presso una locale emittente radiofonica e un figlio appassionato di moto (Gabriele Salmi). Omar Tavoni (Gastone Moschin) è un barone della medicina, sposato con la stralunata Luisa (Corinne Clery) e a capo di una clinica in cui lavora anche l'incapace chirurgo Pizzetti (Pierfrancesco Loche) e l'infermiera Tania (Giuliana Calandra) amante vecchia data di Tavoni. Il complicato quadro della vicenda ruota attorno a una misteriosa ventiquattrore in cui si celano segreti che coinvolgono (forse) uomini di potere, politici di fama e addirittura il Vaticano, a cui aspirano oltre a Tavoni, anche l'indecifrabile Golda (Barbara D'Urso), l'autista di ambulanza Gastone (Antonello Fassari), ex fidanzato di Viola, la giovane Hanna Lefevre (Elena Sofia Ricci) e il questore (Antonello Fassari), tutti coinvolti nella realizzazione di una strampalata trasmissione radiofonica condotta da Ugo Carpioni (Michele Mirabella).

## Produzione
Il film fu girato a Cinecittà e riuniva un ricchissimo cast che comprendeva Ornella Muti, Stefania Sandrelli (era la prima volta che dividevano il set: l'incontro si sarebbe ripetuto solo alcuni anni dopo nel film Benvenuta Tatiana, conosciuto anche come Compromesso d'amore), Elena Sofia Ricci, Gianni Cavina, Gastone Moschin e Barbara d'Urso, allora compagna del produttore Mauro Berardi. Accanto a questi furono coinvolti in ruoli secondari molti attori di lungo corso (Corinne Clery, Giuliana Calandra, Luigi Diberti) nonché altri personaggi dello spettacolo che non avevano in precedenza avuto esperienze cinematografiche, come ad esempio Vinicio Capossela, Pierfrancesco Loche e Georges Wolinski.

## Critica
Il film venne presentato al Festival del Cinema di Venezia del 1992 nella sezione Eventi speciali, dove suscitò pareri piuttosto contrastanti: in conferenza stampa il regista lo definì "bello e divertente", non trovando però i critici d'accordo. Il film aveva degli spunti interessanti, quali la critica ad una televisione aggressiva e mentalmente soggiogante, la sete di potere delle nuove come delle vecchie generazioni e il complottismo di natura politica, il tutto condito con frequenti richiami all'attualità (fra tutti un gruppo di estremisti della lega che inveiscono contro i meridionali e il fenomeno delle Tartarughe Ninja, che spopolava nei primi '90). Tuttavia nonostante le ambizioni, il film è slegato e poco appassionante, oltre che manchevole proprio laddove dovrebbe brillare, ovvero nell'essere divertente. Non ci si emoziona mai o quasi mai, non si empatizza con personaggi, sempre in bilico tra il registro dell'isteria e quello patetico, e alla fine gli unici personaggi apprezzabili sono gli unici non interpretati da veri attori (ovvero il pizzaiolo Nando, interpretato da Vinicio Capossela e il disegnatore Assiro Fez, interpretato da Georges Wolinski).

## Distribuzione
Il film fu distribuito nelle sale italiane a partire dal 5 novembre 1992 dall'Istituto Luce, all'epoca ancora chiamato Italonoleggio Cinematorgrafico, mentre in home video fu distribuito, a partire dall'anno successivo, dalla Twentieth Century Fox  unicamente in VHS, mentre non è mai stato editato in DVD e/o in digitale.